# Leche descremada

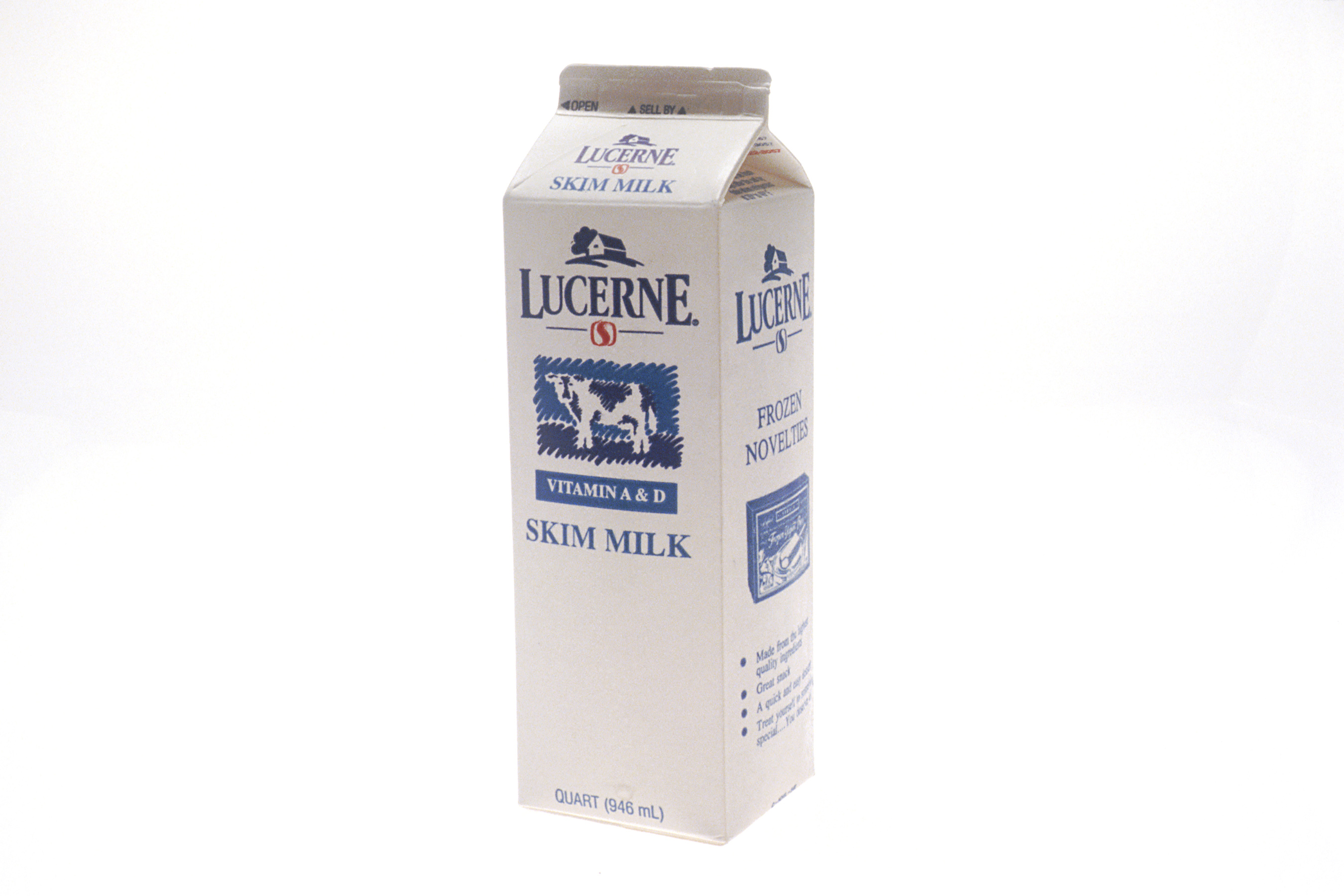
Envase de leche descremada de la marca Lucerne.

La leche descremada o desnatada es la leche a la que se le ha eliminado la grasa mediante centrifugado. Con la grasa extraída se hace crema de leche (o nata) y mantequilla.
Este producto está especialmente indicado para regímenes dietéticos en los que se prohíbe el consumo de leche "completa" o "entera", ya que su crema contiene ácidos grasos saturados que elevan los niveles de colesterol sanguíneo.
Según el INTA los componentes de la grasa de la leche o grasa butirosa, de acuerdo a su impacto sobre la salud humana, son: 
- perjudiciales (aumentan el colesterol LDL)
- neutros (aportan calorías pero no generan colesterol)
- beneficiosos (ácido graso omega 9 y los ácidos linoleicos conjugados)
- composición porcentual de grasas: 69,4% (grasas saturadas); 25% (grasas monoinsaturadas); 2,7% (grasas trans); 2,3% (grasas polinsaturadas); 0,4% (ácidos linoleicos conjugados)[1]

En Argentina se entiende por leche descremada a la cual posee un contenido graso menor al 0,5% y por leche parcialmente descremada a la cual posee un tenor graso menor al 2,9%.
Modificando la alimentación de las vacas se puede aumentar la proporción de componentes beneficiosos para la salud.